# プロミス・トゥ・ユー・ガール
「プロミス・トゥ・ユー・ガール」（原題：Promise To You Girl）は、2005年にポール・マッカートニーが発表した楽曲。アルバム『ケイオス・アンド・クリエイション・イン・ザ・バックヤード』収録。

## 概要
アルバム随一のアップテンポナンバー。モータウン・サウンドを目指して作られた。
シングルカットはされていないが、同アルバムからのシングルである2曲「ファイン・ライン」「ジェニー・レン」と共に、アルバムに先駆けてウェブ上で試聴ができたことから、ポールの自信がうかがえる。
ピアノ、ベース、ギター、ドラムス、タンバリン、モーグ・シンセサイザーといった、フルートを除くすべての楽器はポールによる演奏。そのフルートの演奏者は明らかではないが、これもポールによる演奏であるという説がある。